# Herbert Bowden
Herbert William Bowden, baron Aylestone, (20 janvier 1905 - 30 avril 1994) est un homme politique britannique travailliste. 

## Biographie
Né à Cardiff, au Pays de Galles, Bowden est conseiller au Leicester City Council 1938-1945 et président du Leicester Labour Party en 1938. Il sert dans la Royal Air Force pendant la Seconde Guerre mondiale. Il est élu aux élections générales de 1945 pour le sud de Leicester, puis la circonscription de sud-ouest de Leicester aux élections de 1950. Il est whip en 1949 et Lords du Trésor en 1950. À partir de 1951, il est whip en chef adjoint, puis whip en chef pendant les années d'opposition des travaillistes. Il est nommé Commandeur de l'Ordre de l'Empire britannique (CBE) lors des honneurs du couronnement de 1953. 
Lorsque le Parti travailliste revient au pouvoir en 1964, Bowden est nommé leader de la Chambre des communes et lord président du Conseil, devenu conseiller privé en 1962. En 1966, il est transféré au nouveau poste de secrétaire d'État aux Affaires du Commonwealth, servant jusqu'en 1967. Le 1er septembre 1967, il succède à Lord Hill à la présidence de l'Independent Television Authority. Le 20 septembre 1967, il est créé un pair de vie comme baron Aylestone, d'Aylestone dans la ville de Leicester. Il est nommé membre de l'Ordre des compagnons d'honneur lors des honneurs d'anniversaire de 1975. Il rejoint le Parti social-démocrate dans les années 80. 
Lord Aylestone est décédé à Worthing à l'âge de 89 ans. 